# Vihantasalmi-Brücke
Die Vihantasalmi-Brücke, originalsprachlich finnisch Vihantasalmen silta („Brücke von Vihantasalmi“) führt die Staatsstraße 5 über eine Vihantasalmi genannte Engstelle des Sees Lahnavesi in der Landschaft Südsavo in Südostfinnland. Sie steht etwa 13 km westlich von Mäntyharju und 185 km nordöstlich von Helsinki.
Sie gilt als die längste hölzerne Straßenbrücke der Welt.
Die 168 m lange Brücke hat innerhalb des 11 m breiten Tragwerks zwei Fahrspuren mit schmalen Randstreifen und an ihrer Südseite einen 3 m breiten Geh- und Radweg. Ihr Fahrbahnträger liegt auf vier Pfeilern, seine Stützweiten betragen 21 + 42 + 42 + 42 + 21 m. Das Tragwerk über den drei mittleren Feldern besteht aus einem hölzernen Hängewerk mit Balken und Streben aus Brettschichtholz. Lediglich die Hängesäulen sind aus Stahlrohren gefertigt. Diagonale stählerne Zugstäbe versteifen die Konstruktion. Die beiden äußeren Felder sind Balkenbrücken aus einem Beton-Holzverbund. Die Gestaltung der Betonpfeiler bildet einen Bau aus Steinquadern nach. Die lichte Höhe über dem See beträgt 4 m.
Die von Rantakokko & Co u. a. entworfene Brücke wurde 1999 fertiggestellt und am 3. November 1999 für den Verkehr freigegeben.